# Erwin Raisz
Erwin Josephus Raisz (Levoča, Hungría, actual Eslovaquia, 1 de marzo de 1893 - Bangkok, Tailandia, 1 de diciembre de 1968) fue un cartógrafo norteamericano nacido en Hungría. Es conocido por sus mapas fisiográficos de accidentes geográficos.

## Biografía
Raisz nació en Levoča, Hungría (actual Eslovaquia) en 1893. Era hijo de un ingeniero civil, quien le introdujo los mapas por su trabajo. Raisz concluyó sus estudios de Ingeniería Civil y Arquitectura en 1914, habiéndolos cursado en la Universidad Politécnica Real de Hungría en la capital de este país, Budapest. Nueve años más tarde y luego de servir en la armada durante la Primera Guerra Mundial, en 1923, emigró a Nueva York, donde trabajó en la Compañía Cartográfica Ohman y donde, paralelamente, cursó su doctorado en la Universidad de Columbia. Cuando todavía no había finalizado sus estudios organizó el primer concurso de cartografía en la universidad, siendo también uno de los primeros en Estados Unidos.
En 1931 comenzó a trabajar en la Universidad de Harvard, más precisamente en el Instituto de Exploraciones Geográficas. En ese mismo año la Geographical Review publicó su estudio titulado El método fisiográfico de representar paisajes en los mapas (en inglés, The physiographic method of representing scenery on maps).
En 1938 se publicó la primera edición de su libro titulado Cartografía general (en inglés, General Cartography), el cual fue el primer libro de texto de cartografía que se publicó en inglés. Al año siguiente, en 1939, es publicado su libro titulado Mapa de los accidentes geográficos de los Estados Unidos (en inglés, Landform Map of the United States). En 1956 se publicó Mapping and the World y en 1962 la primera edición de Principios de la cartografía (en inglés, Principles of Cartography).
En 1929 publicó, junto a Salvador Massip, un mapa titulado Diagrama Fisiográfico de Cuba, siendo este su primer trabajo relacionado con Cuba. En ese mismo año obtuvo su título en el doctorado con su tesis bajo el título de Paisajes de la Isla Monte Desierto: su origen y desarrollo (en inglés, Scenery of Mount Desert Island: its origin and development).
A mediados de la década de 1940 un estudiante cubano llamado Gerardo Canet, siguiendo el consejo de su profesor Massip, comenzó a estudiar cartografía en la Universidad de Harvard bajo la tutoría de Raisz. Además, Canet se desempeñó como asistente de profesor en la universidad. Como resultado de esta relación se publicó el Atlas Nacional de Cuba, bajo la autoría de Canet y la redacción cartográfica de Raisz. Entre 1949 y 1959, Canet dio a conocer y popularizó el método fisiográfico de Raisz en toda la isla.
Además, Raisz influyó en otros cartógrafos como Levi Marrero y Ramiro Guerra.

## Obra
Raisz creó un importante cuerpo de trabajo utilizando dibujos hechos a mano con técnicas de lapicera y tinta.